# مارجوري هاريس
مارجوري هاريس هي حدائقية وكاتِبة كندية، ولدت في 1937.